# AC Bellinzona
AC Bellinzona a fost un club de fotbal elvețian din Bellinzona. Clubul a fost desființat în 2013, după ce a dat faliment.